# Saint-Victor-l'Abbaye
Saint-Victor-l'Abbaye è un comune francese di 666 abitanti situato nel dipartimento della Senna Marittima nella regione della Normandia.

## Società

### Evoluzione demografica
Abitanti censiti